# Meadow Heights
Meadow Heights är en del av en befolkad plats i Australien. Den ligger i kommunen Hume och delstaten Victoria, omkring 19 kilometer norr om delstatshuvudstaden Melbourne. Antalet invånare är 14 843. Den ligger vid sjön Greenvale Reservoir.
Runt Meadow Heights är det mycket tätbefolkat, med 3 249 invånare per kvadratkilometer.. Närmaste större samhälle är Melbourne, omkring 18 kilometer söder om Meadow Heights.
Runt Meadow Heights är det i huvudsak tätbebyggt. Genomsnittlig årsnederbörd är 971 millimeter. Den regnigaste månaden är juni, med i genomsnitt 115 mm nederbörd, och den torraste är januari, med 34 mm nederbörd.